# 泣きいりひきつけ
泣きいりひきつけ（憤怒痙攣）は泣いた後に痙攣を起こす症候である。疾患ではあるが予後は良好。
発症年齢は新生児期から6歳程度であり、自然寛解（消失すること）する。

## 症状
激しい啼泣（ていきゅう：泣く事）から全身の体色が赤紫もしくは蒼白色になりその後全身強直間代痙攣をおこす。痙攣時間は通常5分以下。その後は寝ていたり怒ったりすることが多い。
赤紫になる経過のものをBlack spell、蒼白になるものをWhite spellと分けることがある。

## 病態生理
赤紫になるものは血中ヘモグロビンの酸素飽和濃度の低下、蒼白色になるものは循環血流量の相対的低下によると考えられている。この状態で脳の一時的な低酸素状態になることが痙攣を引き起こす原因とされている。小児では脳の低酸素が痙攣の一つの原因となることが知られているが、これは年齢依存的な要素が大きい。貧血があると低酸素と結び付きやすいため発作を起こしやすい。

## 予後
予後は良好。何十回発作を起こしても良いと考えられる。

## 治療
貧血のある場合は鉄剤の定期内服で貧血を改善することで間接的に発作頻度を減らす。しかし効果のない場合も良くある。医療現場では改善しにくい患者の親がいろんな医師を転々とすることが良くある疾患。予後は良好なので泣いたときにあやすことに専念して無治療で見ても良い。